# ISKRA (société de production)
Pour les articles homonymes, voir Iskra (homonymie).
ISKRA  (anciennement SLON) est une société indépendante française de production et distribution cinématographique fondée en 1967 par Inger Servolin à l'initiative de Chris Marker,. Iskra s’est développée avec Mai 68 sous forme de coopérative et dénombre aujourd'hui plus de 200 films documentaires à son catalogue.

## Historique
Fondé en 1967 en Belgique par Inger Servolin à l'initiative de Chris Marker d’abord sous le nom de SLON (Société pour le Lancement des Œuvres Nouvelles), le collectif se renomme ISKRA (Images, Son, Kinescope, Réalisation Audiovisuelle) en 1974.
La société SLON-ISKRA  produit et distribue les films des groupes Medvedkine, des groupes composés d'ouvriers ayant pris la décision de réaliser par eux-mêmes des films militants sur leur condition,.
Un texte du collectif de 1971 explique le processus de création de la société de production et définit les principes qui la régissent : « SLON est née d'une évidence : que les structures traditionnelles du cinéma, par le rôle prédominant qu'elles attribuent à l'argent, constituent en elles-mêmes une censure plus lourde que toutes les censures. D'où SLON, qui n'est pas une entreprise, mais un outil — qui se définit par ceux qui y participent concrètement — et qui se justifie par le catalogue de ses films, des films qui ne devraient pas exister! »

## Filmographie sélective

### Cinéma
- 1967 : À Bientôt J'espère, réalisé par Chris Marker et Mario Marret[7]
- 1971 : Le Bonheur, réalisé par Alexandre Medvedkine (réalisé en 1935 et ressorti en salle en 1971 à l'aide d'ISKRA)
- 1971 : Le Moindre Geste, réalisé par Fernand Deligny, Josée Manenti et Jean-Pierre Daniel
- 1977 : Le Fond de l'air est Rouge, réalisé par Chris Marker
- 2006 : À Côté, réalisé par Stéphane Mercurio et Anna Zisman[8]
- 2009 : Mourir ? Plutôt crever !, réalisé par Stéphane Mercurio
- 2012 : Pays Rêvé, réalisé par Jihane Chouaib[9]
- 2012 : Disparaissez les ouvriers !, réalisé par Christine Thépenier et Jean-François Priester[10]
- 2013 : Sarajéviens, réalisé par Damien Fritsch[11]
- 2013 : Les Enfants des Mille jours, réalisé par Claudia Soto Mansilla et Jaco Bidermann [12]
- 2014 : Sangre de mi Sangre, réalisé par Jérémie Reichenbach[13]
- 2016 : Champ de Batailles, Edie Laconi[14]
- 2016 : Islam pour Mémoire, réalisé par Bénédicte Pagno
- 2017 : Saigneurs, réalisé par Vincent Gaullier et Raphaël Girardot[15]
- 2018 : Les Révoltés, réalisé par Michel Andrieu et Jacques Kebadian
- 2018 : Après l'Ombre, réalisé par Stéphane Mercurio [16]
- 2022 : Que m'est-il permis d'espérer ? réalisé par Vincent Gaullier et Raphaël Girardot